# Alliance démocratique (Tunisie)
Pour les articles homonymes, voir Alliance démocratique.
L’Alliance démocratique (arabe : التحالف الديمقراطي) est un parti politique tunisien fondé le 8 novembre 2012 et disparu le 15 octobre 2017 en fusionnant avec le Courant démocrate.
Le parti est fondé par des membres de l'assemblée constituante appartenant à l'aile réformiste du Parti démocrate progressiste dont Mohamed Hamdi, Mehdi Ben Gharbia, Najla Bouriel, Moncef Cheikhrouhou et Mahmoud Baroudi.
À l'occasion des élections législatives de 2014, le parti remporte un seul siège, celui de Ben Gharbia dans la circonscription de Bizerte.

## Résultats électoraux

### Élections législatives
| Année | Voix   | %      | Rang | Sièges  | Gouvernements |
| ----- | ------ | ------ | ---- | ------- | ------------- |
| 2014  | 43 371 | 1,27 % | 9e   | 1 / 217 | Opposition    |

### Élections présidentielles
| Année | Candidat      | Voix  | %    | Résultat |
| ----- | ------------- | ----- | ---- | -------- |
| 2014  | Mohamed Hamdi | 5 593 | 0,17 | 18e      |